# Bithynia quintanai
Bithynia quintanai е вид охлюв от семейство Bithyniidae. Видът е уязвим и сериозно застрашен от изчезване.

## Разпространение
Разпространен е в Испания (Балеарски острови).